# Wylergut
Das Wylergut (auch Wylerguet) ist ein Quartier der Stadt Bern. Es gehört zu den 2011 bernweit festgelegten 114 gebräuchlichen Quartieren und liegt im statistischen Bezirk Lorraine nördlich der Bahnlinie der SBBim im Stadtteil V Breitenrain-Lorraine. Es grenzt an die Quartiere Lorraine, Wylerholz, Wyler und in einem kleinen Teil an Wankdorffeld. Im Westen liegt das Ufer der Aare und im Norden wird das Quartier vom Felsenauviadukt der Autobahn A1 überspannt.
Im Jahr 2022 lebten dort 1374 Einwohner, davon 1247 Schweizer und 127 Ausländer.
Wyler ist die Bezeichnung der Moränenterrasse südlich und nordwestlich vom Breitenrain. Das Wylergut war ein grosses Landgut am Westabhangs gegen die Aare am Dändlikerweg. 1868 wurde dort eine Pflegeanstalt für "arme, schwachsinnige Kinder" eröffnet.
Die Wohnbebauung besteht hauptsächlich aus Ein- und Mehrfamilienhäusern in Reihenform  Die Siedlungsgenossenschaft Wylergut war Bauherr, erbaut wurde sie vor allem in der Zeit von 1943 bis 1947. Das Quartier gehört zum sogenannten Nordquartier, was durch den Quartierverein Leist Bern Nord vertreten wird.